# Rak biszewilo
Rak biszewilo (hebr. רק בשבילו; język ang. Only for Him) – singel izraelskiej piosenkarki Moran Mazor napisany przez Chena Harariego i Gala Sariga oraz wydany na debiutanckiej płycie studyjnej artystki o tym samym tytule z 2013 roku.
W 2013 roku utwór reprezentował Izrael podczas 58. Konkursu Piosenki Eurowizji dzięki wygraniu w marcu finału krajowych eliminacji Kedam 2013. Singiel otrzymał łącznie 104 punkty od jurorów i telewidzów.
16 maja utwór został wykonany przez Mazor w drugim półfinale konkursu i zajął 14. miejsce z 40 punktami na koncie, przez co nie awansował do finału widowiska.

## Lista utworów
CD single
1. „Rak biszewilo” – 2:59